# Lekkoatletyka na Olimpiadzie Letniej 1906
Lekkoatletyka na Olimpiadzie Letniej 1906 odbyła się w dniach od 25 kwietnia do 1 maja. W zawodach udział wzięło 233 sportowców z 20 państw. Startowali tylko mężczyźni. W tabeli medalowej zawodów lekkoatletycznych tryumfowali zawodnicy ze Stanów Zjednoczonych.

## Medaliści w poszczególnych konkurencjach
| Konkurencja                     |                     | Wynik           |                                              | Wynik                |                                        | Wynik                                   |
| ------------------------------- | ------------------- | --------------- | -------------------------------------------- | -------------------- | -------------------------------------- | --------------------------------------- |
| Bieg na 100 m                   | Archie Hahn         | 11.2 sek.       | Fay Moulton                                  | 1 jard za zwycięzcą  | Nigel Barker                           | 1 stopa za drugim zawodnikiem           |
| Bieg na 400 m                   | Paul Pilgrim        | 53.2 sek.       | Wyndham Halswelle                            | 4 jardy za zwycięzcą | Nigel Barker                           | 2 jardy za drugim zawodnikiem           |
| Bieg na 800 m                   | Paul Pilgrim        | 2:01.5 min.     | Jim Lightbody                                | 2 stopy za zwycięzcą | Wyndham Halswelle                      | 10 jardów za drugim zawodnikiem         |
| Bieg na 1500 m                  | Jim Lightbody       | 4:12.0 min.     | John McGough                                 | 4:12.6 min.          | Kristian Hellström                     | 4:13.4 min.                             |
| Bieg na 5 mil                   | Henry Hawtrey       | 26:11.8 min.    | John Svanberg                                | 26:19.4 min.         | Edward Dahl                            | 26:26.2 min.                            |
| Maraton                         | Billy Sherring      | 2:51:23.6 godz. | John Svanberg                                | 2:58:20.8 godz.      | William Frank                          | 3:00:46.8 godz.                         |
| 110 m przez płotki              | Robert Leavitt      | 16.2 min.       | Alfred Healey                                | 1 stopa za zwycięzcą | Vincent Duncker                        | Niemalże ten sam czas co drugi zawodnik |
| Chód na 1500 m                  | George Bonhag       | 7:12.6 min.     | Donald Linden                                | 7:19.8 min.          | Konstantinos Spetsiotis                | 7:22.0 min.                             |
| Chód na 3000 m                  | György Sztantics    | 15:13.2 min.    | Hermann Müller                               | 15:20.0 min.         | Georgios Saridakis                     | 15:33.0 min.                            |
| Skok wzwyż                      | Con Leahy           | 1.775 m         | Lajos Gönczy                                 | 1.750 m              | Themistoklis Diakidis Herbert Kerrigan | 1.725 m                                 |
| Skok wzwyż z miejsca            | Ray Ewry            | 1.560 m         | Léon Dupont Lawson Robertson Martin Sheridan | 1.400 m              | Nie przyznano                          | Nie przyznano                           |
| Skok o tyczce                   | Fernand Gonder      | 3.500 m OR      | Bruno Söderström                             | 3.400 m              | Edward Glover                          | 3.350 m                                 |
| Skok w dal                      | Myer Prinstein      | 7.200 m         | Peter O’Connor                               | 7.025 m              | Hugo Friend                            | 6.960 m                                 |
| Skok w dal z miejsca            | Ray Ewry            | 3.300 m         | Martin Sheridan                              | 3.095 m              | Lawson Robertson                       | 3.050 m                                 |
| Trójskok                        | Peter O’Connor      | 14 075 m        | Con Leahy                                    | 13 980 m             | Thomas Cronan                          | 13 700 m                                |
| Pchnięcie kulą                  | Martin Sheridan     | 12 325 m        | Mihály Dávid                                 | 11 830 m             | Eric Lemming                           | 11 260 m                                |
| Rzut dyskiem                    | Martin Sheridan     | 41 460 m WR     | Nikolaos Jeorgandas                          | 38 060 m             | Verner Järvinen                        | 36 820 m                                |
| Rzut dyskiem stylem starożytnym | Verner Järvinen     | 35 170 m        | Nikolaos Jeorgandas                          | 32 800 m             | István Mudin                           | 31 910 m                                |
| Rzut oszczepem                  | Eric Lemming        | 53 900 m        | Knut Lindberg                                | 45 170 m             | Bruno Söderström                       | 44 920 m                                |
| Rzut głazem (6,4 kg)            | Nikolaos Jeorgandas | 19 925 m        | Martin Sheridan                              | 19 035 m             | Michalis Dorizas                       | 18 585 m                                |
| Pięciobój                       | Hjalmar Mellander   | 24 pkt          | István Mudin                                 | 25 pkt               | Eric Lemming                           | 29 pkt                                  |

## Tabela medalowa
| Poz.    | Państwo              |    |    |    | Łącznie |
| ------- | -------------------- | -- | -- | -- | ------- |
| 1       | Stany Zjednoczone    | 11 | 6  | 6  | 23      |
| 2       | Wielka Brytania      | 3  | 5  | 1  | 9       |
| 3       | Szwecja              | 2  | 4  | 5  | 11      |
| 4       | Węgry                | 1  | 3  | 1  | 5       |
| 5       | Grecja               | 1  | 2  | 4  | 7       |
| 6       | Kanada               | 1  | 1  | 0  | 2       |
| 7       | Finlandia            | 1  | 0  | 1  | 2       |
| 8       | Francja              | 1  | 0  | 0  | 1       |
| 9       | Cesarstwo Niemieckie | 0  | 1  | 1  | 2       |
| 10      | Belgia               | 0  | 1  | 0  | 1       |
| 11      | Australia            | 0  | 0  | 2  | 2       |
| Łącznie | Łącznie              | 21 | 23 | 21 | 65      |